# Niobi
Niobi hay columbi (phiên từ tên gọi của nguyên tố tại Hoa Kỳ) là một nguyên tố hóa học có ký hiệu Nb và số nguyên tử 41. Là một kim loại chuyển tiếp mềm, dễ uốn, màu xám và hiếm, niobi được tìm thấy trong pyrochlore và columbit. Nó được phát hiện lần đầu tiên trong khoáng vật thứ hai vừa đề cập và vì thế ban đầu được gọi là columbi; vì thế hiện nay khoáng vật đó còn được gọi là "Niobit".Niobi được sử dụng trong việc sản xuất các hợp kim thép đặc biệt cũng như trong hàn, công nghiệp hạt nhân, công nghiệp điện tử, quang học và ngành kim hoàn.

## Đặc trưng
Niobi là kim loại mềm màu xám nhưng có ánh lam khi bị phơi ra ngoài không khí ở nhiệt độ phòng trong một thời gian dài. Các tính chất hóa học của niobi là gần giống như của tantali, nguyên tố nằm ngay dưới niobi trong bảng tuần hoàn.
Khi cần làm việc với niobi ở nhiệt độ hơi cao thì nó cần được đặt trong môi trường có bảo vệ. Kim loại này bắt đầu bị oxy hóa trong không khí ở nhiệt độ 200 ° C; trạng thái oxy hóa phổ biến nhất của nó là +3, +5, mặc dù các trạng thái khác cũng tồn tại.

## Ứng dụng
Niobi có nhiều ứng dụng: nó là thành phần của một vài loại thép không gỉ và hợp kim của các kim loại phi sắt khác. Nó cũng là thành phần bổ sung rất quan trọng cho thép HSLA, được sử dụng rộng rãi làm thành phần cấu trúc cho các ô tô ngày nay. Các hợp kim này rất bền và thường được dùng làm các đường ống. Các ứng dụng khác có:
- Kim loại này có tiết diện bắt neutron thấp đối với các neutron nhiệt và vì thế có ứng dụng trong công nghiệp hạt nhân.
- Được dùng trong các que hàn hồ quang cho một số cấp ổn định của thép không gỉ.
- Lượng thích hợp niobi trong dạng ferroniobi và niken niobi độ tinh khiết cao được sử dụng trong các siêu hợp kim gốc niken, coban, sắt trong các ứng dụng như chế tạo các bộ phận của động cơ phản lực, tên lửa và các thiết bị chịu nhiệt.
- Niobi được lượng giá như là vật liệu thay thế cho tantali trong các tụ điện.
- Do niobi và một số hợp kim của niobi là trơ về mặt sinh lý (và vì thế ít gây dị ứng), chúng được sử dụng trong ngành kim hoàn và trong các thiết bị y tế như máy điều hòa nhịp tim. Niobi được xử lý bằng hiđroxide natri tạo ra các lớp xốp hỗ trợ cho kỹ thuật cấy ghép xương.[2]
- Cùng với titan, tantali, nhôm, niobi cũng có thể được đốt nóng và anôt hóa bằng điện để tạo ra một mảng các màu sử dụng phương pháp gọi là anôt hóa kim loại phản ứng. Điều này làm cho nó trở nên hấp dẫn để sử dụng trong ngành kim hoàn.
- Niobi cũng được bổ sung vào thủy tinh để thu được chiết suất cao hơn, một tính chất được sử dụng trong công nghiệp quang học để chế tạo các loại kính điều hòa mỏng hơn.
- Năm 2005, Sierra Leone làm đồng tiền để tưởng nhớ Giáo hoàng John Paul II có chứa một đĩa vàng 24 cara (100%) được bọc bằng một vòng niobi màu tía.

Niobi trở thành chất siêu dẫn khi hạ nhiệt độ xuống dưới điểm sinh hàn. Ở áp suất thường, nhiệt độ tới hạn cao nhất của nó để có tính siêu dẫn là 9,3 K. Niobi có hiệu ứng Meissner lớn nhất trong số mọi nguyên tố đã biết. Ngoài ra, nó là một trong ba nguyên tố có tính siêu dẫn kiểu II (cùng vanadi và tecneti). Hợp kim niobi-thiếc và niobi-titan được sử dụng như là dây cuốn cho các nam châm siêu dẫn có khả năng tạo ra từ trường cực mạnh. Niobi cũng được sử dụng ở dạng tinh khiết để làm các cấu trúc gia tốc siêu dẫn cho các máy gia tốc hạt.

## Lịch sử
Niobi (nguồn gốc từ tên gọi một vị thần Hy Lạp là Niobe, con gái của Tantalus) được Charles Hatchett phát hiện năm 1801. Hatchett tìm thấy niobi trong một mẫu quặng được John Winthrop gởi từ Anh đến Massachusetts, Hoa Kỳ năm 1734 và đã đặt tên khoáng vật là columbite và nguyên tố mới là columbium theo tên Columbia. Columbium được Hatchett phát hiện có thể là một hỗn hợp của nguyên tố mới với tantali. Đã có một số nhầm lẫn đáng kể về các khác biệt giữa niobi và tantali có quan hệ gần gũi. Năm 1809, Nhà hóa học Anh William Hyde Wollaston đã so sánh cả hai oxide của columbi—columbit, có mật độ 5,918 g/cm³, và tantali—tantalit, với mật độ 7,935 g/cm³, và kết luận rằng đó là 2 oxide khác nhau đáng kể về mật độ, và do đó ông giữ tên gọi tantali. Kết luận này bị phản đối bởi nhà hóa học Đức Heinrich Rose năm 1846, ông cho rằng  có hai nguyên tố khác nhau trong mẫu tantalit, và đặt tên chúng theo tên đứa con của Tantalus: niobium (theo Niobe), và pelopium (theo Pelops). Nhầm lẫn này xuất phát từ sự khác biệt được quan sát rất ít giữa tantali và niobi. Cả tantali và niobi phản ứng với clo và các vết cua oxy, bao gồm cả hàm lượng trong khí quyển, với niobi tạo thành hai hợp chất: niobi pentachloride (NbCl5) dễ bay hơi màu trắng và niobi oxychloride (NbOCl3) không bay hơi. Các nguyên tố mới được công bố là pelopium, ilmenium và dianium thực chất là niobi hoặc các hỗn hợp của niobi và tantali.
Sự khác biệt giữa tantalum and niobium được chứng minh rõ ràng năm 1864 bởi Christian Wilhelm Blomstrand, và Henri Etienne Sainte-Claire Deville, cũng như Louis J. Troost, họ đã xác định các công thức của một số hợp chất vào năm 1865 và cuối cùng bởi nhà hóa học Thụy Sĩ Jean Charles Galissard de Marignac năm 1866, tất cả họ đã chứng minh rằng chỉ có 2 nguyên tố. Các phát hiện này đã không ngăn các nhà khoa học dùng trong các bài báo được xuất bản mãi cho đến năm 1871. năm 1864, De Marignac là người đầu tiên điều chế niobi nguyên chất khi ông khử niobi chloride bằng cách nung nóng nó trong môi trường hiđrô.
Mặc dù de Marignac đã có thể điều chế niobi nguyên chất với quy mô lớn vào năm 1866, mãi cho đến đầu thế kỷ 20 niobi mới được dùng trong thương mại, trong sợi tóc đèn dây tóc. Ứng dụng này nhanh chóng lỗi thời khi niobi bị thay thế bởi tungsten, do nguyên tố này có điểm nóng chảy cao hơn và đó là một lợi thế trong việc sử dụng làm dây tóc bóng đèn. Việc phát hiện ra niobi có khả năng làm tăng độ bền của thép được thực hiện vào thập niên 1920, và vẫn được sử dụng cho đến ngày nay. Năm 1961, nhà vật lý người Mỹ Eugene Kunzler và các cộng sự tại Bell Labs phát hiện ra rằng niobi-kẽm thể hiện tính siêu dẫn trong các dòng điện và từ trường mạnh.
Columbium (ký hiệu Cb) là tên gọi ban đầu Hatchett đặt cho nguyên tố, nhưng IUPAC đã chính thức công nhận tên gọi "niobium" như là tên cho nguyên tố số 41 vào năm 1950 sau khoảng 100 năm tranh chấp. Đây là một kiểu thỏa hiệp do IUPAC chấp nhận tên gọi tungsten thay cho tên gọi wolfram để chiều theo cách gọi tại Bắc Mỹ cho nguyên tố số 74; và niobium thay vì columbium để chiều theo cách gọi tại châu Âu cho nguyên tố số 41. Tuy nhiên, không phải là ai cũng đồng ý với điều này và trong khi nhiều hiệp hội hóa chất hàng đầu cũng như các tổ chức chính phủ đề cập tới nguyên tố này bằng tên gọi chính thức của IUPAC thì vẫn còn nhiều hiệp hội kim loại, các nhà luyện kim hàng đầu khác, và phần lớn các nhà sản xuất thương mại hàng đầu tại Hoa Kỳ vẫn dùng tên gọi "columbium".

## Phổ biến

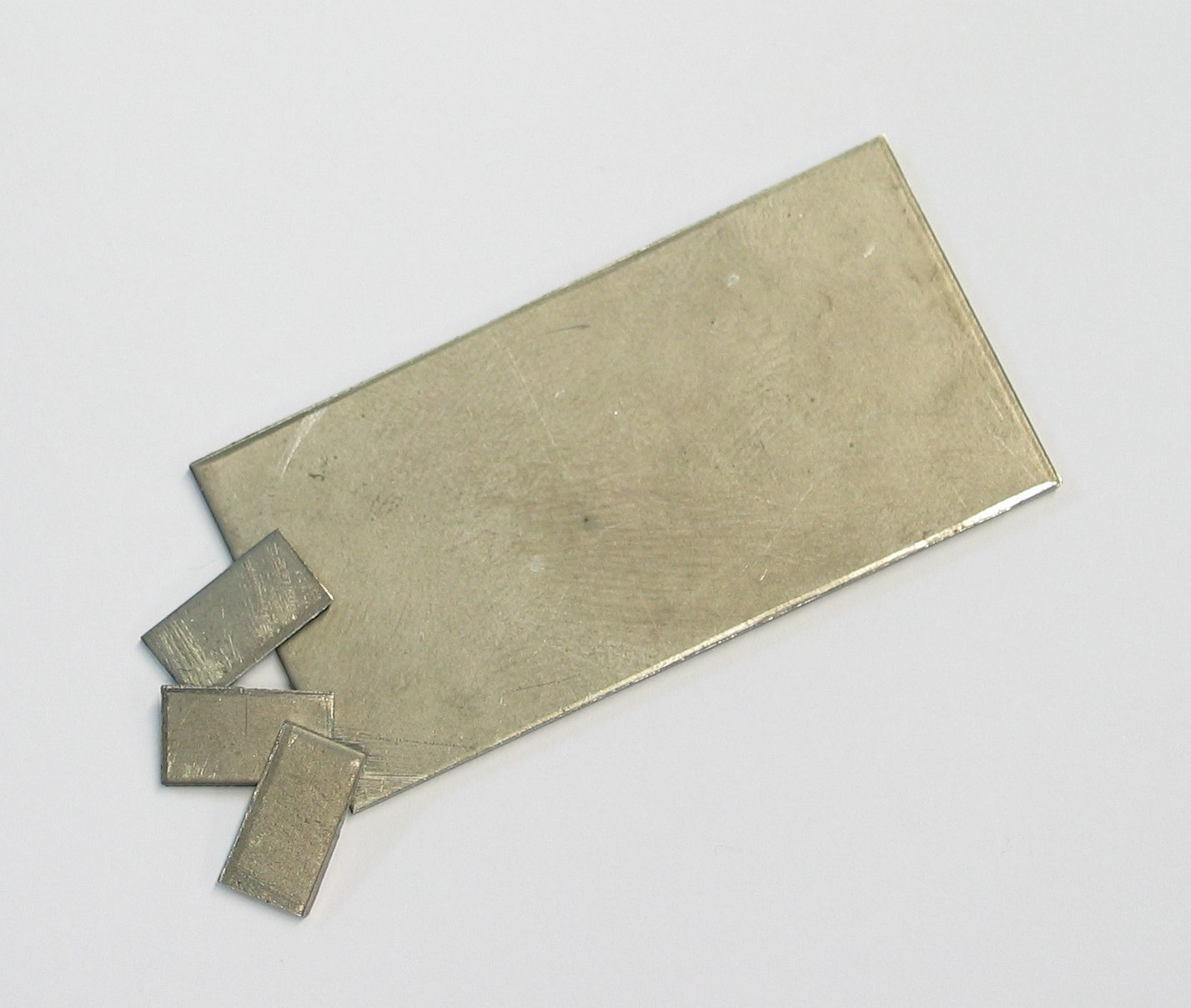
Niobi

Nguyên tố này không tồn tại ở dạng tự do trong thiên nhiên mà trong các khoáng vật như columbit ((Fe,Mn)(Nb,Ta)2O6), columbit-tantalit hay coltan ((Fe,Mn)(Ta,Nb)2O6), pyrochlore ((Na,Ca)2Nb2O6OH,F) hay  euxenit ((Y,Ca,Ce,U,Th)(Nb,Ta,Ti)2O6). Các khoáng vật chứa niobi thường cũng chứa tantali. Một lượng lớn trầm tích của niobi được phát hiện gắn liền với cacbonatit (các dạng đá lửa cacbon-silicat) và như là thành phần hợp thành của pyrochlore. Brasil và Canada là các nhà sản xuất hàng đầu về khoảng vật niobi cô đặc và các nguồn quặng dự trữ lớn còn có Nigeria, Cộng hòa dân chủ Congo, Nga. Công ty sản xuất lớn nhất tại Brasil là CBMM nằm tại Araxá, Minas Gerais.

## Đồng vị
Niobi nguồn gốc tự nhiên chỉ bao gồm 1 đồng vị ổn định (Nb93). Các đồng vị phóng xạ ổn định nhất có Nb92 với chu kỳ bán rã 34,7 triệu năm, Nb94 (20.300 năm), Nb91(680 năm). Nb93 có dạng đồng phân hạt nhân (Nb93m) với đường năng lượng gama ở 31 keV và chu kỳ bán rã 16,13 năm. Hai mươi ba đồng vị phóng xạ khác cũng đã được nêu đặc trưng. Phần lớn trong số này có chu kỳ bán rã nhỏ hơn 2 giờ, ngoại trừ Nb95 (35 ngày), Nb96 (23,4 giờ) và Nb90 (14,6 giờ). Phương thức phân rã chủ yếu của các đồng vị nhẹ hơn Nb93 là bắt điện tử còn phương thức phân rã chủ yếu của các đồng vị nặng hơn Nb93 là bức xạ beta với một số bức xạ neutron diễn ra trong phương thức đầu tiên của hai phương thức phân rã đối với Nb104, Nb109 và Nb110.
Chỉ có Nb95 (35 ngày) và Nb97 (72 phút) và các đồng vị nặng (chu kỳ bán rã chỉ tính bằng giây) là các sản phẩm phân hạch với lượng đáng kể, do các đồng vị khác bị lu mờ bởi các đồng vị rất ổn định hay chu kỳ bán rã rất dài (như Zr93) của nguyên tố zirconi đứng ngay trước nó từ sản phẩm sinh ra thông qua phân rã beta của các mảnh phân rã giàu neutron. Nb95 là sản phẩm phân rã của Zr95 (64 ngày), vì thế sự biến mất của Nb95 trong nhiên liệu hạt nhân đã qua sử dụng là chậm hơn so với có thể dự kiến từ chu kỳ bán rã 35 ngày của chính nó. Các lượng nhỏ của các đồng vị khác cũng có thể sinh ra như là các sản phẩm phân hạch trực tiếp.

## Phòng ngừa
Các hợp chất chứa niobi là tương đối hiếm gặp, nhưng một số trong chúng có độc tính và cần cẩn thận khi tiếp xúc. Niobi không có vai trò sinh học đã biết nào. Bụi niobi kim loại là tác nhân gây kích thích mắt và da cũng như chứa đựng nguy hiểm cháy. Tuy nhiên, niobi kim loại (không phải bụi) lại là trơ về mặt sinh lý và vô hại. Nó thường được sử dụng trong nghề kim hoàn.